# Planodema mirei
Planodema mirei är en skalbaggsart som beskrevs av Pierre Lepesme och Stefan von Breuning 1955. Planodema mirei ingår i släktet Planodema och familjen långhorningar.
Artens utbredningsområde är Niger. Inga underarter finns listade i Catalogue of Life.